# Al-Qamar
Al-Qamar (La Luna) è la cinquantaquattresima Sura del Corano, una sura meccana composta da 55 versetti. Il nome della sura si riferisce alla luna, uno dei segni della potenza di Allah menzionati nella sura. Questa sura tratta vari temi, inclusi i segni della creazione, la narrazione dei popoli precedenti e l'avvertimento per gli increduli.

## Contenuto

### La Caduta degli Increduli
Versetti 1-4: La sura inizia con la descrizione della caduta degli increduli e il loro destino per aver respinto i segni di Allah e i messaggeri inviati per guidarli.

### I Segni della Creazione
Versetti 5-8: Si esalta la grandezza di Allah come Creatore dell'universo e si descrivono i segni della Sua potenza nella natura, invitando alla riflessione.

### La Narrazione dei Popoli Precedenti
Versetti 9-22: Viene narrata la storia di popoli precedenti che hanno rifiutato i loro profeti e sono stati distrutti a causa della loro incredulità. Si avverte che gli increduli subiranno la stessa sorte se non si pentiranno e non crederanno nella verità.

### L'Avvento del Giorno del Giudizio
Versetti 23-32: Si descrive l'avvento del Giorno del Giudizio e la distruzione degli increduli. Si esalta la grandezza di Allah come Giudice Supremo e si avverte che gli increduli saranno sottoposti a una punizione terribile per la loro negazione della verità.

### L'Inevitabilità del Giorno del Giudizio
Versetti 33-55: Viene ribadita l'inevitabilità del Giorno del Giudizio e la necessità di prepararsi per quel giorno. Si esalta la grandezza di Allah come Creatore e Giudice, invitando alla riflessione e al pentimento.

## Analisi
La Sura Al-Qamar offre insegnamenti fondamentali sulla caduta degli increduli, i segni della creazione, la narrazione dei popoli precedenti e l'avvento del Giorno del Giudizio. Attraverso la descrizione del destino dei credenti e degli increduli e l'invito alla riflessione e al pentimento, la sura avverte gli increduli che saranno sottoposti a una punizione terribile per la loro negazione della verità.
Inoltre, la sura esalta la grandezza di Allah come Creatore e Giudice, invitando alla riflessione e alla sottomissione alla Sua volontà. È un richiamo alla fede, alla ricerca della verità e alla preparazione per il Giorno del Giudizio.